# JMail
JMail var en programvara (serverkomponent) som gjorde det möjligt att skicka e-post via webbformulär. Produkten skapades av Jonas Frost, då anställd i företaget Dimac. Initialt var JMail freeware men efter några år kom det även versioner som kunde köpas.